# 长梗紫麻
长梗紫麻（学名：Oreocnide pedunculata）为荨麻科紫麻属下的一个种。

## 扩展阅读
維基物種上的相關：长梗紫麻